# Katarzyna Kawa
Katarzyna Kawa (Krynica-Zdrój, 17 novembre 1992) è una tennista polacca.

## Carriera
Vincitrice di 7 titoli nel singolare e 21 titoli nel doppio nel circuito ITF, il  9 novembre 2020 ha raggiunto la sua migliore posizione nel singolare WTA piazzandosi 112º. Il 10 ottobre 2022 ha raggiunto il miglior piazzamento mondiale nel doppio alla posizione n°64.
Nel circuito WTA, ha raggiunto in carriera due finali. La prima la coglie nel 2019 al Baltic Open di Jūrmala: nella circostanza, batte, partendo dalle qualificazioni, Danilina, Bains, Bonaventure, Fett, Paquet e Pera. Nell'atto conclusivo, si arrende alla padrona di casa Anastasija Sevastova con lo score di 6-3, 5-7, 4-6. Quasi sei anni dopo, la polacca raggiunge una seconda finale WTA a Bogotà, partendo nuovamente dalle qualificazioni e superando ai quarti la n°1 del seeding Marie Bouzková; nel match valevole per il titolo, cede il passo alla colombiana Camila Osorio, con lo score di 3-6, 3-6.
A dicembre 2024, ha colto la sua prima finale a livello WTA 125 a Buenos Aires, dove soccombe a Mayar Sherif in tre set. 
Anche in doppio ha raggiunto due finali nel circuito maggiore, entrambe perse. 

## Statistiche WTA

### Singolare

#### Sconfitte (2)
| Legenda               | Legenda      |
| --------------------- | ------------ |
| Grande Slam (0)       |              |
| Argenti Olimpici (0)  |              |
| WTA Finals (0)        |              |
| WTA Elite Trophy (0)  |              |
| Dal 2009 al 2020      | Dal 2021     |
| Premier Mandatory (0) | WTA 1000 (0) |
| Premier 5 (0)         | WTA 1000 (0) |
| Premier (0)           | WTA 500 (0)  |
| International (1)     | WTA 250 (1)  |

| N. | Data           | Torneo                  | Superficie  | Avversarie in finale | Punteggio     |
| 1. | 28 luglio 2019 | Baltic Open, Jūrmala    | Terra rossa | Anastasija Sevastova | 6-3, 5-7, 4-6 |
| 2. | 6 aprile 2025  | Copa Colsanitas, Bogotà | Terra rossa | Camila Osorio        | 3-6, 3-6      |

### Doppio

#### Sconfitte (2)
| Legenda              |
| -------------------- |
| Grande Slam (0)      |
| Argenti Olimpici (0) |
| WTA Finals (0)       |
| WTA Elite Trophy (0) |
| Dal 2021             |
| WTA 1000 (0)         |
| WTA 500 (0)          |
| WTA 250 (2)          |

| N. | Data           | Torneo                | Superficie  | Compagna        | Avversarie in finale             | Punteggio        |
| 1. | 31 luglio 2022 | Poland Open, Varsavia | Terra rossa | Alicja Rosolska | Anna Danilina Anna-Lena Friedsam | 4-6, 7-5, [5-10] |
| 2. | 3 marzo 2024   | ATX Open, Austin      | Cemento     | Bibiane Schoofs | Olivia Gadecki Olivia Nicholls   | 2-6, 4-6         |

## Circuito WTA 125

### Singolare

#### Sconfitte (2)
| N. | Data             | Torneo                       | Superficie  | Avversaria in finale   | Punteggio     |
| 1. | 1º dicembre 2024 | Argentina Open, Buenos Aires | Terra rossa | Mayar Sherif           | 3-6, 6-4, 4-6 |
| 2. | 12 luglio 2025   | Swedish Open, Båstad         | Terra rossa | Elisabetta Cocciaretto | 3-6, 4-6      |

### Doppio

#### Vittorie (5)
| N. | Data              | Torneo                           | Superficie  | Compagna           | Avversarie in finale                        | Punteggio        |
| 1. | 12 giugno 2021    | Bol Open, Bol                    | Terra rossa | Aliona Bolsova     | Ekaterine Gorgodze Tereza Mihalíková        | 6-1, 4-6, [10-6] |
| 2. | 4 febbraio 2023   | Copa Oster, Cali                 | Terra rossa | Weronika Falkowska | Kyōka Okamura You Xiaodi                    | 6-1, 5-7, [10-6] |
| 3. | 11 agosto 2023    | Polish Open, Grodzisk Mazowiecki | Cemento     | Elixane Lechemia   | Naiktha Bains Maia Lumsden                  | 6-3, 6-4         |
| 4. | 10 settembre 2023 | Open delle Puglie, Bari          | Terra rossa | Anna Sisková       | Valentini Grammatikopoulou Elixane Lechemia | 6-1, 6-2         |
| 5. | 1º dicembre 2024  | Argentina Open, Buenos Aires     | Terra rossa | Maja Chwalińska    | Laura Pigossi Mayar Sherif                  | 6-4, 3-6, [10-7] |

#### Sconfitte (2)
| N. | Data              | Torneo                             | Superficie  | Compagna       | Avversarie in finale            | Punteggio        |
| 1. | 2 aprile 2022     | Andalucía Open, Marbella           | Terra rossa | Vivian Heisen  | Irina Bara Ekaterine Gorgodze   | 4-6, 6-3, [6-10] |
| 2. | 14 settembre 2024 | Țiriac Foundation Trophy, Bucarest | Terra rossa | Aliona Bolsova | Carole Monnet Darja Semeņistaja | 6-1, 2-6, [7-10] |

## Statistiche ITF

### Singolare

#### Vittorie (7)
| Torneo $100.000 (0) |
| Torneo $80.000 (0)  |
| Torneo $75.000 (0)  |
| Torneo $60.000 (0)  |
| Torneo $50.000 (0)  |
| Torneo $40.000 (0)  |
| Torneo $25.000 (4)  |
| Torneo $15.000 (2)  |
| Torneo $10.000 (1)  |

| N. | Data            | Torneo                                                                   | Superficie  | Avversaria in finale | Punteggio           |
| 1. | 21 agosto 2012  | Synot Tip Open, Praga                                                    | Terra rossa | Renata Voráčová      | 6–4, 6–1            |
| 2. | 23 marzo 2015   | Circuito Feminino de Tenis do Estado de São Paulo, São José do Rio Preto | Terra rossa | Nadia Podoroska      | 7–5, 3–6, 6–4       |
| 3. | 20 aprile 2015  | ITF Women's Circuit Il Cairo, Il Cairo                                   | Terra rossa | Amanda Carreras      | 7–5, 6–1            |
| 4. | 12 ottobre 2015 | Gosen Cup, Makinohara                                                    | Erba        | Riko Sawayanagi      | 6(6)–7, 6–2, 7–6(6) |
| 5. | 28 gennaio 2018 | Jolie Ville Golf Women's, Sharm el-Sheikh                                | Cemento     | Zhang Kailin         | 6–2, 4–6, 6–2       |
| 6. | 3 giugno 2018   | Óbidos Ladies Open, Óbidos                                               | Sintetico   | Dejana Radanović     | 4–6, 7–5, 6–3       |
| 7. | 7 aprile 2019   | St. Dominic USTA Pro Circuit $25,000 Challenger, Jackson                 | Terra verde | Ann Li               | 6–3, 6–2            |

#### Sconfitte (9)
| Torneo $100.000 (2) |
| Torneo $80.000 (0)  |
| Torneo $75.000 (0)  |
| Torneo $60.000 (0)  |
| Torneo $50.000 (0)  |
| Torneo $40.000 (0)  |
| Torneo $25.000 (3)  |
| Torneo $15.000 (0)  |
| Torneo $10.000 (4)  |

| N. | Data             | Torneo                                                   | Superficie  | Avversaria in finale | Punteggio        |
| 1. | 10 maggio 2009   | Ursynow Cup, Varsavia                                    | Terra rossa | Iveta Gerlová        | 3–6, 5–7         |
| 2. | 14 febbraio 2010 | Torneo Mallorca II, Maiorca                              | Terra rossa | Garbiñe Muguruza     | 6-3, 2-6, 0-6    |
| 3. | 8 agosto 2010    | Marek Wlodarczyk Memorial, Iława                         | Terra rossa | Zuzana Zlochová      | 6(2)–7, 7–5, 2–6 |
| 4. | 3 giugno 2012    | ITF Women's Circuit Warsaw, Varsavia                     | Terra rossa | Chantal Škamlová     | 3–6, 2–6         |
| 5. | 28 aprile 2013   | ITF Women's Circuit Chiasso, Chiasso                     | Terra rossa | Alison Van Uytvanck  | 6(2)-7, 3-6      |
| 6. | 14 ottobre 2018  | Obidos Ladies Open, Óbidos                               | Sintetico   | Tereza Martincová    | 6(3)-7, 3-6      |
| 7. | 8 novembre 2020  | LTP Charleston Pro Tennis, Charleston                    | Terra verde | Mayar Sherif         | 2-6, 3-6         |
| 8. | 8 maggio 2022    | FineMark Women's Pro Tennis Championship, Bonita Springs | Terra verde | Gabriela Lee         | 1-6, 3-6         |
| 9. | 1º luglio 2023   | Città di Tarvisio Tennis Cup, Tarvisio                   | Terra rossa | Petra Marčinko       | 1-6, 6-4, 2-6    |

### Doppio

#### Vittorie (21)
| Torneo $100.000 (3) |
| Torneo $80.000 (2)  |
| Torneo $75.000 (0)  |
| Torneo $60.000 (3)  |
| Torneo $50.000 (1)  |
| Torneo $40.000 (0)  |
| Torneo $25.000 (5)  |
| Torneo $15.000 (2)  |
| Torneo $10.000 (5)  |

| N.  | Data              | Torneo                                                   | Superficie  | Compagna            | Avversarie in finale                     | Punteggio           |
| 1.  | 4 agosto 2009     | Memorial Marka Wlodarczyka, Iława                        | Terra rossa | Aleksandra Rosolska | Veronika Domagała Anna Niemiec           | 6–1, 6–3            |
| 2.  | 31 agosto 2010    | Gliwice Open, Gliwice                                    | Terra rossa | Justyna Jegiołka    | Olga Brózda Veronika Domagała            | 6–2, 7–6(4)         |
| 3.  | 12 ottobre 2010   | Bluesun Bol Ladies Open, Bol                             | Terra rossa | Natalia Kołat       | Anja Prislan Eva Wacanno                 | 5–7, 6–4, [10–8]    |
| 4.  | 19 luglio 2011    | BMW AHG Cup, Horb am Neckar                              | Terra rossa | Paula Kania         | Vaszilisza Bulgakova Christina Shakovets | 1–6, 6–3, [10–2]    |
| 5.  | 30 gennaio 2013   | Jolie Ville Golf Women's, Sharm el-Sheikh                | Cemento     | Natalia Kołat       | Aleksandrina Najdenova Ekaterina Jašina  | 6–1, 6–4            |
| 6.  | 13 agosto 2013    | Trofeul Popeci, Craiova                                  | Terra rossa | Alice Balducci      | Diana Buzean Christina Shakovets         | 3–6, 7–6(3), [10–8] |
| 7.  | 6 agosto 2016     | Plzen Ladies Open, Plzeň                                 | Terra rossa | Cornelia Lister     | Ema Burgić Bucko Georgina García Pérez   | 6–1, 7–6(6)         |
| 8.  | 30 settembre 2016 | Hua Hin Open, Distretto di Hua Hin                       | Cemento     | Laura Pigossi       | Kamonwan Buayam Lee Pei-chi              | 7–5, 6(4)–7, [10–6] |
| 9.  | 6 maggio 2017     | ITF Women's La Marsa, La Marsa                           | Terra rossa | Jasmina Tinjić      | Dea Herdželaš Tereza Mrdeža              | 7–5, 6–4            |
| 10. | 3 febbraio 2018   | Jolie Ville Golf Women's, Sharm el-Sheikh                | Terra rossa | Emily Webley-Smith  | Laura-Ioana Andrei Hélène Scholsen       | 6–3, 3–6, [10–5]    |
| 11. | 9 marzo 2018      | Internazionali Femminili di Solarino, Solarino           | Sintetico   | Shalimar Talbi      | Laura Ashley Quinn Gleason               | 6–3, 6–4            |
| 12. | 30 giugno 2018    | Bella Cup, Toruń                                         | Terra rossa | Maja Chwalińska     | Albina Khabibulina Hélène Scholsen       | 6–1, 6–4            |
| 13. | 7 aprile 2019     | St. Dominic USTA Pro Circuit $25,000 Challenger, Jackson | Terra verde | Katarzyna Piter     | Hanna Chang Caitlin Whoriskey            | 7–5, 6-1            |
| 14. | 24 ottobre 2020   | ButlerCars.com Tennis Classic, Macon                     | Cemento     | Magdalena Fręch     | Francesca Di Lorenzo Jamie Loeb          | 7-5, 6-1            |
| 15. | 7 novembre 2020   | LTP Charleston Pro Tennis, Charleston                    | Terra verde | Magdalena Fręch     | Astra Sharma Mayar Sherif                | 4–6, 6–4, [10–2]    |
| 16. | 1º maggio 2021    | Zagreb Ladies Open, Zagabria                             | Terra rossa | Barbara Haas        | Andreea Prisăcariu Nika Radišić          | 7–6(1), 5–7, [10–6] |
| 17. | 16 ottobre 2021   | Rancho Santa Fe Open, Rancho Santa Fe                    | Cemento     | Tereza Mihalíková   | Liang En-shuo Rebecca Marino             | 6–3, 4–6, [10–6]    |
| 18. | 30 aprile 2022    | LTP Charleston Pro Tennis, Charleston                    | Terra verde | Aldila Sutjiadi     | Sophie Chang Angela Kulikov              | 6-1, 6-4            |
| 19. | 9 ottobre 2022    | Rancho Santa Fe Open, Rancho Santa Fe                    | Cemento     | Elvina Kalieva      | Giuliana Olmos Marcela Zacarías          | 6-1, 3-6, [10-2]    |
| 20. | 17 giugno 2023    | Engie Open Biarritz, Biarritz                            | Terra rossa | Weronika Falkowska  | Conny Perrin Anna Sisková                | 7-6(2), 7-5         |
| 21. | 20 ottobre 2024   | Macon Tennis Classic, Macon                              | Cemento     | Sophie Chang        | Quinn Gleason Ingrid Martins             | 7-5, 6-4            |

#### Sconfitte (14)
| Torneo $100.000 (2) |
| Torneo $80.000 (2)  |
| Torneo $75.000 (0)  |
| Torneo $60.000 (1)  |
| Torneo $50.000 (0)  |
| Torneo $40.000 (0)  |
| Torneo $25.000 (4)  |
| Torneo $15.000 (0)  |
| Torneo $10.000 (5)  |

| N.  | Data            | Torneo                                                   | Superficie  | Compagna          | Avversarie in finale               | Punteggio         |
| 1.  | 9 maggio 2009   | Ursynow Cup, Varsavia                                    | Terra rossa | Katarzyna Kaleta  | Iveta Gerlová Karolina Kosińska    | 2–6, 1–6          |
| 2.  | 1º agosto 2009  | Palić Open, Palić                                        | Terra rossa | Simona Parajová   | Dunja Antunovic Ani Mijacika       | 4–6, 0–6          |
| 3.  | 7 agosto 2010   | Marek Wlodarczyk Memorial, Iława                         | Terra rossa | Veronika Domagała | Martina Borecká Martina Kubičíková | 3–6, 1–6          |
| 4.  | 5 marzo 2011    | GD Tennis Cup, Adalia                                    | Terra rossa | Darija Jurak      | Liang Chen Tian Ran                | 6–4, 2–6, [6–10]  |
| 5.  | 29 gennaio 2016 | Circuito Feminino Future de Tênis, Bertioga              | Cemento     | Sandra Zaniewska  | Cristina Dinu Indy de Vroome       | 3–6, 3–6          |
| 6.  | 30 aprile 2016  | ITF Women's Circuit Chiasso, Chiasso                     | Terra rossa | Olga Brózda       | Antonia Lottner Anne Schäfer       | 1–6, 1–6          |
| 7.  | 10 giugno 2016  | Puszczykowo Open, Puszczykowo                            | Cemento     | Olga Brózda       | Weronika Foryś Valerija Savinych   | 6(4)–7, 4–6       |
| 8.  | 15 ottobre 2016 | Cairns Tennis International, Cairns                      | Cemento     | Sandra Zaniewska  | Alison Bai Lizette Cabrera         | 5–7, 7–5, [10–12] |
| 9.  | 25 giugno 2017  | Warsaw Sports Group Open, Varsavia                       | Terra rossa | Katarzyna Piter   | Priscilla Hon Vera Lapko           | 6(3)–7, 4–6       |
| 10. | 28 aprile 2019  | Boyd Tinsley Women's Clay Court Classic, Charlottesville | Terra verde | Lucie Hradecká    | Asia Muhammad Taylor Townsend      | 6–4, 5–7, [3–10]  |
| 11. | 30 ottobre 2021 | Christus Health Pro Challenge, Tyler                     | Cemento     | Misaki Doi        | Giuliana Olmos Marcela Zacarías    | 5-7, 6-1, [5-10]  |
| 12. | 8 maggio 2022   | FineMark Women's Pro Tennis Championship, Bonita Springs | Terra verde | Vol'ha Havarcova  | Tímea Babos Nao Hibino             | 4-6, 6-3, [7-10]  |
| 13. | 6 agosto 2022   | Kozerki Open, Grodzisk Mazowiecki                        | Cemento     | Vivian Heisen     | Alicia Barnett Olivia Nicholls     | 1-6, 6(3)-7       |
| 14. | 2 ottobre 2022  | Central Coast Pro Tennis Open, Templeton                 | Cemento     | Sophie Chang      | Nao Hibino Sabrina Santamaria      | 4-6, 6(4)-7       |

## Competizioni a squadre

### Sconfitte (1)
| N. | Data           | Torneo             | Superficie | Compagni                                                                  | Avversari in finale                                                                             | Punteggio |
| 1. | 7 gennaio 2024 | United Cup, Sydney | Cemento    | Iga Świątek Katarzyna Piter Hubert Hurkacz Daniel Michalski Jan Zieliński | Angelique Kerber Tatjana Maria Laura Siegemund Alexander Zverev Maximilian Marterer Kai Wehnelt | 1-2       |